# 戈济
戈济，直隶（今河北）人，是一名清朝政治人物。
戈济曾于1766年接替林万里任奉贤县知县一职，1767年由何皋飏接任。